# Swan Song Records
La Swan Song Records era l'etichetta discografica lanciata dai Led Zeppelin il 10 maggio 1974. Era gestita dal manager dei Led Zeppelin Peter Grant. La decisione di fondare quest'etichetta avvenne dopo 5 anni di contratto che i Led Zeppelin ebbero con l'Atlantic Records.
Il logo dell'azienda era ispirato ad Evening, Fall of Day (1869) del pittore William Rimmer, raffigurante il personaggio mitologico greco di Apollo, sebbene poteva essere erroneamente interpretato come Icaro o Lucifero.
La Swan Song si sciolse nell'ottobre del 1983 e ciò fu causato sia dallo scioglimento dei Led Zeppelin che da alcuni problemi di salute di Peter Grant. Robert Plant fondò la propria etichetta Es Paranza Records, mentre Jimmy Page e John Paul Jones tornarono all'Atlantic Records. Oggi l'etichetta è impegnata solamente ad emettere ristampe dei vecchi album che produsse durante il periodo di attività.
- Indirizzo Britannico: 484 Kings Road, London, SW10 U.K.
- Indirizzo Americano: 444 Madison Avenue, New York, New York, 10022 U.S.A.

## Personale
- Peter Grant – Presidente
- Danny Goldberg – Vicepresidente (US) - (1974-1976)
- Abe Hock – Vicepresidente (UK) – (1974-1976)
- Phil Carson – Addetto ai contatti con l'Atlantic Records
- Alan Callan – Vicepresidente  – (1977-1983)
- Steve Weiss – Avvocato (US)
- Joan Hudson – Avvocato (UK)
- Mark London – Addetto alla sicurezza delle Band
- Mitchell Fox, Nancy Gurskik – Assistenti (US)
- Carole Brown, Unity Maclean, Sian Meredith – Assistenti (UK)